# 马杜比县
马杜比县是缅甸钦邦下辖的一个县，县治马杜比。

## 历史沿革
2017年6月，缅甸政府以敏达县马杜比镇区和百力瓦镇区析置马杜比县。
2022年4月30日，缅甸政府以百力瓦镇区析置百力瓦县。

## 行政区划
马杜比县下辖1个镇区：
- 马杜比镇区（Matupi Township）